# Moor-Rolofshagen
Koordinaten: 53° 55′ N, 11° 9′ O
Moor-Rolofshagen war eine Gemeinde im Norden des Landkreises Nordwestmecklenburg in Mecklenburg-Vorpommern (Deutschland). Sie wurde vom Amt Klützer Winkel mit Sitz in der Stadt Klütz verwaltet. Am 7. Juni 2009 fusionierten die Gemeinden Moor-Rolofshagen und Damshagen.
Das Gebiet der ehemaligen Gemeinde liegt im Dreieck der Städte Grevesmühlen, Klütz und Dassow, im Süden des Klützer Winkels. Boltenhagen an der Ostseeküste ist etwa elf Kilometer entfernt. 
Neben den namensgebenden Rolofshagen und Moor gehörten die Ortsteile Dorf Gutow, Hof Gutow, Kussow, Parin und Pohnstorf zur Gemeinde.

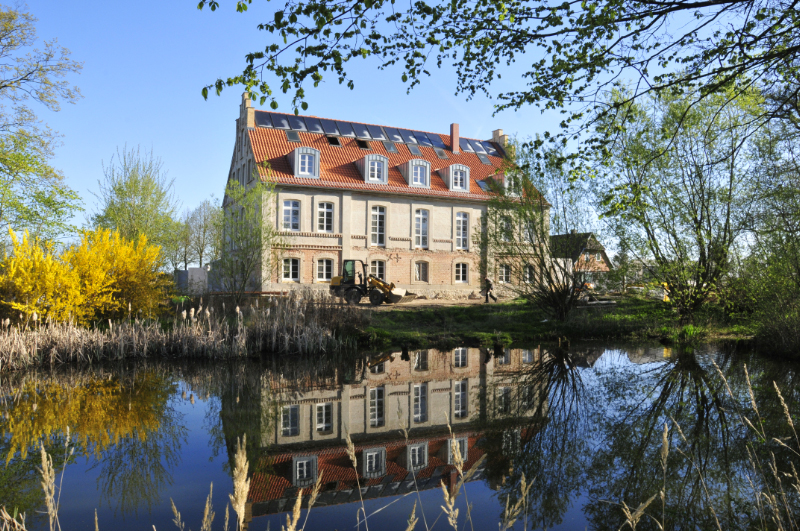
Gutshaus Parin

Um 1230 wurden die Ortschaften in der ehemaligen Gemeinde erstmals urkundlich erwähnt, der Ortsteil Moor etwa 120 Jahre später.
Durch den Bau von Eigenheimen seit dem Jahr 1993 entwickelte sich die Einwohnerzahl entgegen dem mecklenburgischen Gesamttrend positiv.
In Moor-Rolofshagen lebten 522 Einwohner (31. Dezember 2007) auf 21,17 km². Letzter ehrenamtlicher Bürgermeister war Fred Knuth.
Die Gemeinde wurde am 1. Januar 1999 aus den vormals selbständigen Gemeinden Parin und Moor gebildet und bestand bis zur Fusion zur neuen Gemeinde Damshagen am 7. Juni 2009.

## Belege

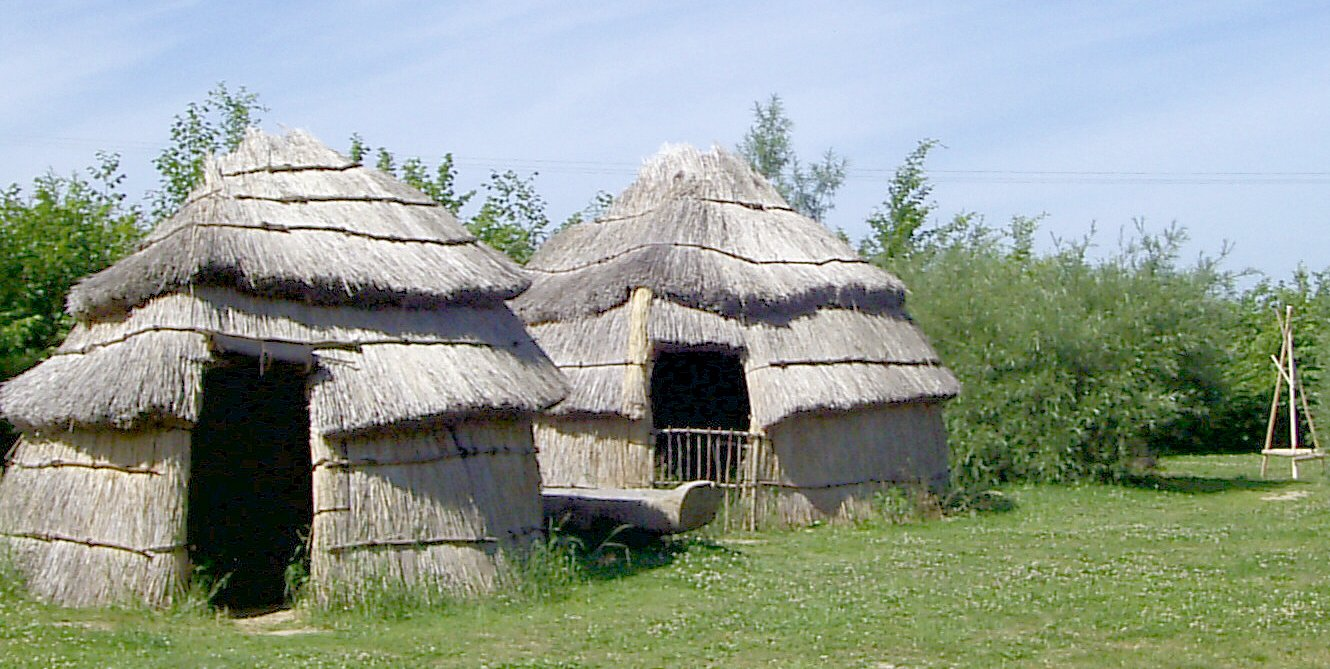
Steinzeitdorf Kussow

1. ↑  StBA: Änderungen bei den Gemeinden Deutschlands, siehe 1999
2. ↑  StBA: Gebietsänderungen vom 02. Januar bis 31. Dezember 2009